# 佐田玲子のレイコランドカフェ
『佐田玲子のレイコランドカフェ』は、NBCラジオが製作するラジオ番組である。

## 概要
長崎県出身の歌手・シンガーソングライターの佐田玲子が地元長崎から生放送するトーク番組である。
番組では、不定期でゲストの出演があるが、基本的なパターンとしては、佐田が毎月のお題を決めて、それに沿った俳句作品を募集する「長崎のぼせもん句会」、リスナーから寄せられた思い出の1曲をリクエストしてもらうコーナーがあり、作品投稿者には抽選や審査により記念品が贈呈される。

## パーソナリティ
- 佐田玲子

## 放送時間
- 月曜 21:20 - 21:50（NBCラジオ佐賀でも放送）